# برايت أري مبي
برايت أري مبي (بالألمانية: Bright Arrey-Mbi) (مواليد 26 مارس 2003) هو لاعب كرة قدم ألماني يلعب كمدافع في نادي بايرن ميونخ ب.

## روابط خارجية
- برايت أري مبي على موقع الاتحاد الأوربي (الإنجليزية)
- برايت أري مبي على موقع قاعدة بيانات كرة القدم.إي يو (الإنجليزية)
- برايت أري مبي على موقع Soccerway.com (الإنجليزية)
- برايت أري مبي على موقع عالم كرة القدم.نت (الإنجليزية)